# Pieter Cramer

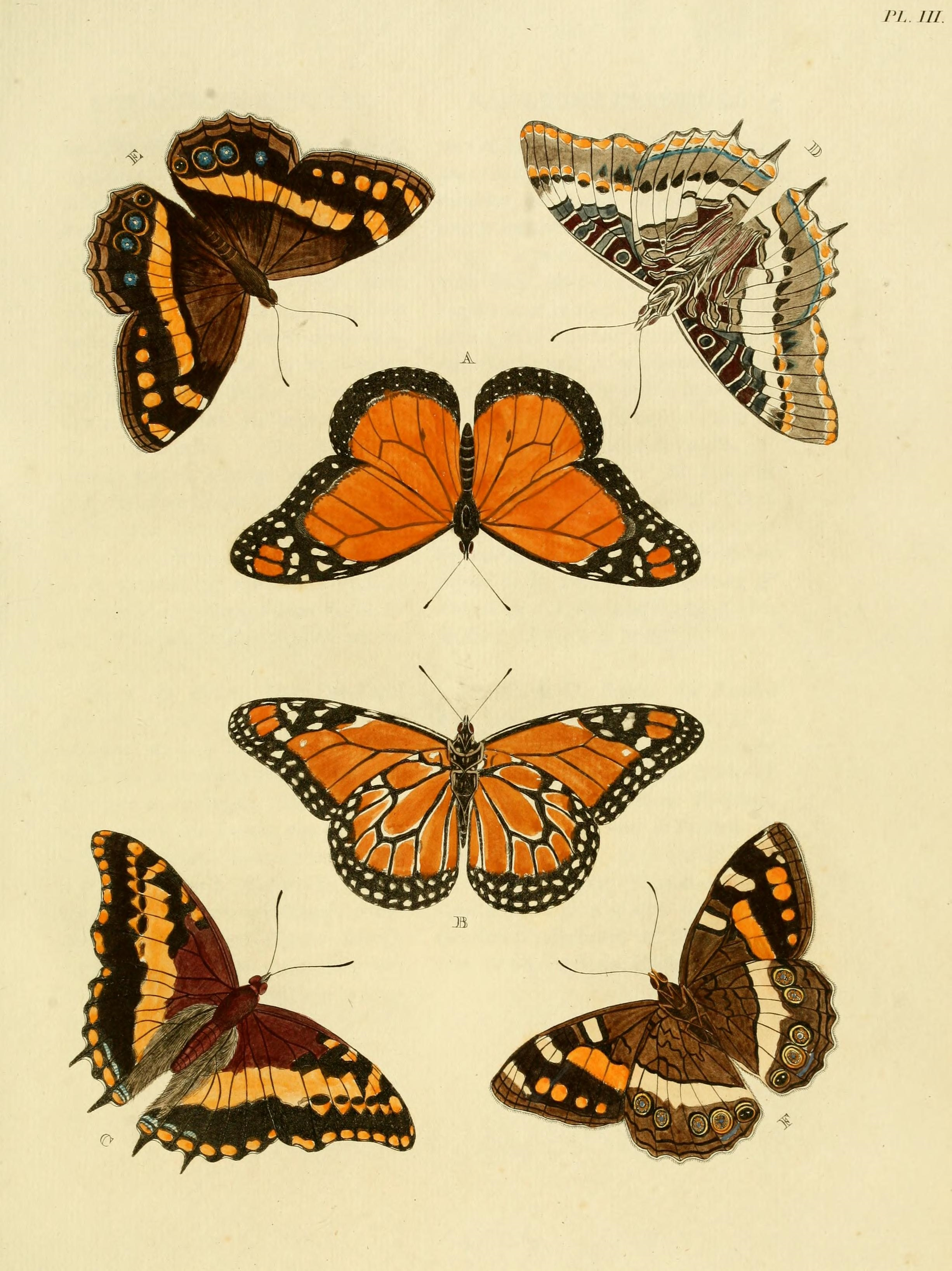
Plaat 3 uit De uitlandsche Kapellen

Pieter Cramer (Amsterdam, gedoopt op 21 mei 1721 – Amsterdam 28 september 1776) was een rijke Nederlandse koopman in linnen en Spaanse wol, maar geniet zijn grootste bekendheid als entomoloog. Cramer was voorzitter van het Zeeuws Genootschap en lid van het genootschap Concordia et Libertate dat gevestigd was in Amsterdam. Dit literaire en patriottische genootschap, waar Cramer lezingen over mineralen gaf, financierde zijn bundels Uitlandsche Kapellen, voorkomende in de drie Waereld-Deelen Asia, Africa en America, handelend over exotische vlinders uit drie delen van de wereld, Azië, Afrika en Amerika.
Cramer bracht een enorme natuurhistorische collectie bijeen van schelpen, versteningen en insecten van alle ordes. Er waren veel kleurrijke vlinders bij, verzameld in landen als Suriname, Ceylon, Sierra Leone en Nederlands-Indië, waarmee Nederland koloniale of handelsbanden had.
Op aanraden van Caspar Stoll ging Cramer over tot het publiceren. Hij zocht Gerrit Wartenaar Lambertz aan om zijn verzamelde dieren te tekenen, en ook exemplaren uit andere verzamelingen, zoals die van stadhouder Willem V van Oranje-Nassau. Uiteindelijk liet Cramer in zijn testament vastleggen dat de tekeningen moesten worden gepubliceerd. Hij bracht daartoe zijn tekeningen onder bij zijn neef Antoon van Rensselaer.
De uitlandsche Kapellen verscheen in de periode 1775-1782 in afleveringen die doorgaans twaalf platen met bijbehorende tekst omvatten. In totaal verschenen 34 afleveringen, te verdelen in vier bundels. Cramer zelf stierf na acht nummers (deel 1) in 1776 aan hoge koortsen, maar had toen de tekst en platen van deel 2 en 3, en het begin van deel 4 al klaar, zodat ook dat deel van het werk aan hem wordt toegeschreven. Het werk werd afgerond door Stoll en Van Rensselaer. Het is een belangrijk werk met hoogwaardige illustraties, het eerste over exotische vlinders dat werkte volgens de systematiek van Linnaeus. In het werk zijn ruim 1650 vlindersoorten afgebeeld op 396 platen. De collectie van Cramer is later verkocht, deels vervallen, en verdeeld geraakt. Naturalis is eigenaar van een behoorlijk deel ervan.

## Prioriteit van namen inDe uitlandsche Kapellen
Diverse auteurs geven het jaartal 1779 op wanneer ze verwijzen naar een naam die in deel 1 of 2 van De uitlandsche Kapellen werd gepubliceerd, en dit jaartal is vervolgens in diverse databases overgenomen. Het jaartal 1779 (MDCCLXXIX) staat op de titelpagina van de band waarin deel 1 en 2 zijn samengebonden; de afzonderlijke delen verschenen echter eerder. De eerste zeven afleveringen (p. 1–132, pl. 1–84) verschenen in 1775. In dat jaar verschenen nog vier andere werken over vlinders, en bij sommige van de erin genoemde namen is het belangrijk te weten welke het eerst werd gepubliceerd. Omdat alleen van Systema entomologia van Johann Christian Fabricius een exacte verschijningsdag bekend is (paasmaandag, 1775), heeft de International Commission on Zoological Nomenclature in 1758 middels Opinion 516 de volgorde van prioriteit voor de andere werken vastgesteld. Het gaat om de volgende werken, en de relatieve prioriteit is in de hier gegeven volgorde:
- Fabricius, J.C. (1775) [17 april]. Systema entomologiae
- Rottemburg, S.A. von (1775). Anmerkungen zu den Hufnagelischen Tabellen
- Füssli, J.C. (1775). Verzeichniss der ihm bekannten schweizerischen Insekten
- Denis, M. & Schiffermüller, I. (1775). Ankündung eines systematischen Werkes von den Schmetterlinge der Wienergegend
- Cramer, P. (1775). De Uitlandsche Kapellen deel 1, afleveringen 1–7

De afleveringen 1 t/m 7 van De uitlandsche Kapellen worden geacht te zijn verschenen op 31 december 1775.

## VerschijningsdataDe uitlandsche Kapellen
| deel                                             | aflevering | pagina's     | platen  | verschijningsjaar | auteur |
| ------------------------------------------------ | ---------- | ------------ | ------- | ----------------- | ------ |
| 1                                                | 1          | 1–18         | 1–12    | 1775              | Cramer |
| 1                                                | 2          | 19–38        | 13–24   | 1775              | Cramer |
| 1                                                | 3          | 39–60        | 25–36   | 1775              | Cramer |
| 1                                                | 4          | 61–76        | 37–48   | 1775              | Cramer |
| 1                                                | 5          | 77–94        | 49–60   | 1775              | Cramer |
| 1                                                | 6          | 95–114       | 61–72   | 1775              | Cramer |
| 1                                                | 7          | 115–132      | 73–84   | 1775              | Cramer |
| 1                                                | 8          | 133–156      | 85–96   | 1776              | Cramer |
|                                                  |            |              |         |                   |        |
| 2                                                | 9          | 1–18         | 97–108  | 1777              | Cramer |
| 2                                                | 10         | 19–36        | 109–120 | 1777              | Cramer |
| 2                                                | 11         | 37–56        | 121–132 | 1777              | Cramer |
| 2                                                | 12         | 57–76        | 133–144 | 1777              | Cramer |
| 2                                                | 13         | 77–94        | 145–156 | 1777              | Cramer |
| 2                                                | 14         | 95–110       | 157–168 | 1777              | Cramer |
| 2                                                | 15         | 111–128      | 169–180 | 1777              | Cramer |
| 2                                                | 16         | 129–152      | 181–192 | 1777              | Cramer |
|                                                  |            |              |         |                   |        |
| 3                                                | 17         | 1–20         | 193–204 | 1779              | Cramer |
| 3                                                | 18         | 21–40        | 205–216 | 1779              | Cramer |
| 3                                                | 19         | 41–62        | 217–228 | 1779              | Cramer |
| 3                                                | 20         | 63–80        | 229–240 | 1779              | Cramer |
| 3                                                | 21         | 81–104       | 241–252 | 1779              | Cramer |
| 3                                                | 22         | 105–128      | 253–264 | 1780              | Cramer |
| 3                                                | 23         | 129–152      | 265–276 | 1780              | Cramer |
| 3                                                | 24         | 153–176      | 277–288 | 1780              | Cramer |
|                                                  |            |              |         |                   |        |
| 4                                                | 25         | 1–20         | 289–300 | 1780              | Cramer |
| 4                                                | 26a        | 21–28        | 301–304 | 1780              | Cramer |
| 4                                                | 26b        | 29–44        | 305–312 | 1780              | Stoll  |
| 4                                                | 27         | 45–72        | 313–324 | 1780              | Stoll  |
| 4                                                | 28         | 73–90        | 325–336 | 1780              | Stoll  |
| 4                                                | 29         | 91–114       | 337–348 | 1781              | Stoll  |
| 4                                                | 30         | 115–138      | 349–360 | 1781              | Stoll  |
| 4                                                | 31         | 139–164      | 361–372 | 1781              | Stoll  |
| 4                                                | 32         | 165–192      | 373–384 | 1782              | Stoll  |
| 4                                                | 33         | 193–224      | 385–396 | 1782              | Stoll  |
| 4                                                | 34         | 225–252 1–29 | 397–400 | 1782              | Stoll  |
| Aanhangsel van het werk, De uitlandsche Kapellen |            |              |         |                   |        |
|                                                  |            | 1–42         | 1–8     | 1787              | Stoll  |
|                                                  |            | 43–162       | 9–26    | 1790              | Stoll  |
|                                                  |            | 163–184      | 27–42   | 1790              | Stoll  |